# Marzio Masturzo
Marzio Masturzo foi um pintor italiano do século XVII que pertenceu ao movimento barroco. Foi pupilo de Paolo Greco e, junto com Salvatore Rosa, amigo e pupilo de Aniello Falcone. Assim como Falcone, Masturzo frequentemene pintava cenas de batalhas. Se juntou à irmandade de artistas conhecida como Compagnia della morte.